# Список воевод России в 1602 году
Царствование: 1598—1605 — Борис Фёдорович Годунов
| Воеводы городов | Воеводы городов    | Воеводы городов                        | Воеводы городов |
| Года            | Город              | Ф,И,О воеводы                          | Примечания      |
| --------------- | ------------------ | -------------------------------------- | --------------- |
| 1602            | Алаты (сов. Алат)  | Нагово Иван Семёнович                  |                 |
| 1602            | Алатырь            | Блудов Семён                           |                 |
| 1602            | Арск               | Нагово Андрей Александрович            |                 |
| 1602            | Астрахань          | Плещеев Осип Тимофеевич                |                 |
| 1602            | Астрахань          | Сабуров Михаил Богданович              |                 |
| 1602            | Царёв-Борисов      | Хворостинин Андрей Иванович Старко     | Окольничий      |
| 1602            | Белый              | Бобрищев-Пушкин Фёдор                  | Смоленская губ. |
| 1602            | Белгород           | Бахтеяров-Ростовский Владимир Иванович |                 |
| 1602            | Белоозеро          | Жеребцов Давыд Васильевич              |                 |
| 1602            | Белоозеро          | Викентьев Гаврила Потапович            |                 |
| 1602-1603       | Валуйки            | Щербатов Сава Дмитриевич               |                 |
| 1602            | Васильсурск        | Мезецкий Иван                          |                 |
| 1601-1603       | Верхотурье         | Львов Матвей Данилович                 |                 |
| 1602            | Воронеж            | Собакин Борис                          |                 |
| 1602            | Елец               | Нащокин Григорий                       |                 |
| 1602            | Ивангород          | Почюй-Ростовский Василий Иванович      |                 |
| 1602            | Ивангород          | Салтыков Михаил Глебович               | Боярин          |
| 1602            | Казань             | Голицын Иван Иванович                  | Боярин          |
| 1602            | Касимов            | Доможиров Борис                        |                 |
| 1601-1602       | Кетский острог     | Елизаров Григорий Фёдорович            |                 |
| 1602            | Козьмодемьянск     | Друцкой Дмитрий                        |                 |
| 1602            | Кокшайск           | Головин Иван Васильевич                |                 |
| 1602            | Корелы             | Тёмкин-Ростовский Михаил               |                 |
| 1602            | Курмыш             | Зачисломский Иван                      |                 |
| 1602-1603       | Курск              | Овцын Григорий Дмитриевич              |                 |
| 1602            | Ливны              | Вельяминов Андрей Петрович             |                 |
| 1602            | Великие Луки       | Оболенский Иван                        |                 |
| 1601-1603       | Туруханск          | Кольцов-Мосальский Василий Михайлович  |                 |
| 1602            | Михайлов           | Плещеев Иван Григорьевич               |                 |
| 1602            | Михайлов           | Давыдов Иван                           |                 |
| 1602            | Мценск             | Щербатов Василий                       |                 |
| 1601-1614       | Нарымский острог   | Хлопов Мирон Тимофеевич                |                 |
| 1602            | Нижний Новгород    | Нелединский Юрий                       |                 |
| 1602            | Новгород Великий   | Шуйский Василий Иванович               | Боярин          |
| 1602-1604       | Новгород Великий   | Буйносов-Ростовский Василий Иванович   |                 |
| 1602            | Новгород-Северский | Гагарин Григорий                       |                 |
| 1602            | Новосиль           | Жировой Иван                           |                 |
| 1602            | Орёл               | Замыцкий Андрей                        |                 |
| 1602            | Орешек             | Замыцкий Дмитрий                       |                 |
| 1602            | Рязань             | Лыков Фёдор Иванович                   |                 |
| 1602            | Рязань             | Милюков Далмат Иванович                |                 |
| 1602            | Почеп              | Друцкой Фёдор                          |                 |
| 1602            | Пронск             | Вельяминов Борис Михайлович            |                 |
| 1602-1603       | Псков              | Сабуров Ждан Степанович                |                 |
| 1602            | Путивль            | Гагарин Роман                          |                 |
| 1602            | Рославль           | Неелов Григорий                        |                 |
| 1602            | Рыльск             | Загряжский Алексей                     |                 |
| 1602            | Ряжск              | Приимков-Мачехин Юрий                  |                 |
| 1602            | Ряжск              | Звенигородский Иван                    |                 |
| 1602            | Самара             | Долгоруков Самсон Иванович             |                 |
| 1602            | Саратов            | Елизаров Григорий                      |                 |
| 1602            | Свияжск            | Гвоздев Михаил                         |                 |
| 1602            | Смоленск           | Голицын Василий                        |                 |
| 1602            | Смоленск           | Трубецкой Никита Романович             | Боярин          |
| 1602            | Стародуб           | Загряжский Андрей                      |                 |
| 1602            | Старый Оскол       | Щербатов Иван Григорьевич              |                 |
| 1601-1602       | Сургут             | Борятинский Яков Петрович              |                 |
| 1602            | Терки              | Хилков Андрей Дмитриевич               |                 |
| 1602            | Тетюши             | Зюзин Деревня                          |                 |
| 1601-1602       | Тобольск           | Шереметев Фёдор Иванович               |                 |
| 1602-1614       | Томск              | Волынский Василий Васильевич           |                 |
| 1600-1605       | Туринск            | Лихарев Иван                           | Голова          |
| 1602            | Уржум              | Головин Василий Петрович               |                 |
| 1601-1602       | Уфа                | Нагой Михаил Александрович             |                 |
| 1602            | Царёвококшайск     | Головин Фёдор Васильевич               |                 |
| 1602            | Царёвосанчурск     | Нагово Михаил Фёдорович                |                 |
| 1602            | Царицын            | Овцын Василий                          |                 |
| 1602            | Цывильск           | Головин Пётр Петрович                  |                 |
| 1602            | Шацк               | Пильемов Юрий Григорьевич              |                 |
| 1602            | Ядрин              | Мясоедов Иван Тимофеевич               |                 |
| 1602            | Яма                | Молчанов Матвей                        |                 |
| 1602            | Яранск             | Шестунов Владимир                      |                 |

| Воеводы по полкам  | Воеводы по полкам | Воеводы по полкам |
| Наименование полка | Ф,И,О воеводы     | Примечания        |
| ------------------ | ----------------- | ----------------- |
| Государев полк     |                   |                   |
| Большой полк       |                   |                   |
| Передовой полк     |                   |                   |
| Сторожевой полк    |                   |                   |
| Полк правой руки   |                   |                   |
| Полк левой руки    |                   |                   |